# Hynobius tsuensis
Hynobius tsuensis é uma espécie de anfíbio caudado pertencente à família Hynobiidae.